# Tchernikovsk
 (juillet 2025).
Tchernikovsk (Chernikovsk) est une ville supprimée de la République socialiste soviétique autonome bachkire,,,, qui s'était développée à partir des villages ouvriers d'une usine automobile et d'une usine de panneaux de bois, aujourd'hui quartier historique de la ville d'Oufa, Tchernikovka.
La fusion des villes de Tchernikovsk et d'Oufa a eu lieu le 24 juillet 1956.

## Population
En 1939 la population était de 49 000 personnes, en décembre 1948 de 96 900, en 1956 de 215 500.

## Architecture
Les premiers projets de développement et de construction de la ville ont été proposés en 1942-1943 par l'architecte V. L. Feldshtein, qui avait été évacué d'Odessa. Le projet de la ville de Tchernikovsk a été développé par Salomeya Gelfer. L'architecte en chef de la ville de Tchernikovsk en 1948-1956 était Margarita Kupriyanova,.